# ناصر رحمانی‌نژاد
ناصر رحمانی نژاد بازیگر، کارگردان و یکی از بنیانگذاران انجمن تئاتر ایران است. تئاتر اجتماعی معاصر ایران با نام وی عجین است. در نمایش «مصدّق: تابستان، پاییز، زمستان» به کارگردانی رضا علامه زاده، ناصر رحمانی نژاد نقش مصدق را به عهده داشت.

## عقاید سیاسی
ناصر رحمانی‌نژاد امیرپرویز پویان را به عنوان دوست و چهره‌ای که «سخت شیفته‌اش بوده» می‌داند. تاثیر امیرپرویز پویان و چریک‌های فدایی خلق در حدی بود که رحمانی‌نژاد اشاره می‌کند که پایان برخی نمایش‌ها را با الهام از پویان تغییر داد. او همچنین به خاطر ارتباط با پویان دستگیر شده است.

## برخی از کارهای ناصر رحمانی نژاد
- نمایشنامه در منطقه جنگی، اثر یوجین اونیل که اولین کار وی به عنوان کارگردان، حدود نیم قرن پیش است. (۱۹۶۳)
- حادثه در ویشی، از آرتور میلر
- در پوست شیر (یا «سایهٔ مجاهد») اثر شون اوکیسی،
که در رژیم گذشته، از اجرای آن جلوگیری کردند و روی صحنه نرفت.
- انگل‌ها (یا خرده بورژواها) از ماکسیم گورکی
این نمایشنامه فقط پنج شب در رشت روی صحنه رفت و سال ۵۳ پیش از روی صحنه رفتن آن در تهران، کلیه اعضاء گروه تئاتر دستگیر و زندانی شدند و ناصر رحمانی نژاد، نیز ۱۲ سال زندان حکم گرفت.
- کّله گردها و کّله تیزها، از برتولت برشت
- چارهٔ رنجبران…، از داریو فو کارگردان ایتالیایی
- محلّل، از صادق هدایت
- سماور ندیده‌ها، از نصرت‌الله نویدی، و…
- خروس زری، پیرهن پری، از احمد شاملو
- در سال ۱۳۵۹ نمایشنامه بازرس اثر نیکلای گوگول را برای تئاتر پارس لاله زار کار کرد.
- وی پس از انقلاب در نمایش‌های متعددی ظاهر شد. در سال ۱۳۵۹ کارگردانی یک نمایش خیابانی به نام بزرگ‌ترین مسابقه بوکس روی زمین را برعهده داشت که در اجرایی در ترمینال خزانه به همراه اعضای گروه دستگیر شد.
- کارگردانی نمایشنامهٔ «مفسدین» اثر علی عبدالخالق برای تئاتر البرز (لاله زار)، (در سال ۱۳۶۰)
در این نمایشنامه بازیگران انجمن تئاتر ایران و لاله زار، یعنی بازیگران آموزش دیده با بازیگران تجربی، مشترکاً نقش داشتند.
- در شب ژانویه ۱۹۸۴ نمایشنامه قلب من، وطن من را به زبان فرانسه کار کردند که در Sarcelles در چند کیلومتری شمال پاریس اجراء شد. همین نمایشنامه در سال ۱۹۹۵ توسط دپارتمان تئاتر کالج کلمبیا، شیکاگو به زبان انگلیسی هم روی صحنه آمد. نمایشنامه قلب من، وطن من نوشته ناصر رحمانی نژاد است.
- نوروز در تبعید، کار جمعی ۱۹۸۴
- اتلّلو در سرزمین عجائب، از غلامحسین ساعدی ۱۹۸۴
- نوروز پیروز است اثر محسن یلفانی ۱۹۸۶
- مترسک، که اقتباسی بود توسط بهمن مفید از «چهار صندوق» اثر بهرام بیضائی،...۱۹۸۸
- تهرانجلس پرس، ۱۹۹۰
- در سال ۱۹۹۲ در نمایشنامه‌ای به نام Buffalo Who? به زبان انگلیسی با یک گروه آمریکایی بازی کردند.
- آخرین نامه، از نسیم خاکسار ۱۹۹۳
- به انتظار سحر، نوشته محسن یلفانی.
- تئاتر ایرانیان مقیم لس آنجلس (مقالهٔ تحقیقی دربارهٔ تئاترهای لس آنجلسی)
- پروانه‌ای در مشت - گاف کوچک، گاف بزرگ ۱۹۹۶
نقدی بر نمایشنامه «پروانه‌ای در مشت» از آقای ایرج جنتی عطایی است که خود ایشان هم کارگردانی کردند.
- در سال ۱۹۹۸ نمایشنامه ناتمام خودش را با عنوان: یک صفحه از تبعید، به همراه یک تک پرده به نام، Man Does Not Die By Bread از Alone Jorge Diaz به انگلیسی کار کرد.
- مهاجران، اثر اسلاوومیر مروژک ۲۰۰۱
- از خلنگزار تبعید، (خلنگزار = تیغستان)
- لس آنجلس پرس، نوشته و به کارگردانی خود او.
- هم از توبره هم از آخور (مقاله‌ای دربارهٔ تئاتر تبعید)
ناصر رحمانی نژاد، در برخی از نمایشنامه‌های فوق و نیز آثاری که دیگران نوشته و تنظیم کرده‌اند، مثل میهمانان هتل آستوریا، از رضا علامه زاده بازی هم کرده‌اند.
- حرفهٔ من تئاتر است، (مجموعهٔ پنج سخنرانی دربارهٔ تئاتر)...
ناصر رحمانی نژاد طی سال‌های ۵۱ و ۵۲ در زندان شاه نیز چند نمایشنامه کار کرده‌اند.

## تارنمای تئاتر
به همت ناصر رحمانی نژاد و… «تارنمای تئاتر» (Iran Theatre Association) در بهار سال ۱۳۹۰ آغاز به کار نموده‌است. در تارنمای مزبور ناصر رحمانی نژاد نوشته‌است:
اندیشهٔ ایجاد این تارنما در ابتدا به سادگی آن بود که حاصل سال‌ها فعالیت «انجمن تئاتر ایران» بنحوی در دسترس علاقمندان تئاتر قرار گیرد. این اندیشه از کنجکاوی علاقمندانی ناشی می‌شد که در ملاقات‌هایی، اینجا و آنجا، ابراز علاقه می‌کردند تا برای آشنایی بیشتر با گذشتهٔ «انجمن تئاتر ایران»، منابعی به آن‌ها ارجاع داده شود.
این کنجکاویها مرا تشویق کرد که تحقق عملی این تارنما، که سال‌ها تنها به صورت یک ایده در ذهن من بود، جنبهٔ جدی بخود گیرد. من شک ندارم که تجربهٔ تئاتری «انجمن تئاتر ایران» آن قدر هست که، بی هیچ اغراقی، می‌تواند برای خود جایی در سرگذشت تئاتر ایران داشته باشد. این تجربه، که ملهم از نوعی آرمانخواهی و مبتنی بر اعتقادی راستین و راسخ به اهمیت هنر بود، بنظر من هنوز اعتبار خود را حفظ کرده‌است. همین نکته مرا واداشت تا موضوع تارنما را، به ویژه با توجه به وضعیت امروز تئاتر در ایران، جدی تر گرفته و آن را همچنین پُلی برای ارتباط متقابل با نسل تئاتر امروز در داخل ایران ببینم.
می‌دانیم که نهادهای رسمی و دولتی اطلاع‌رسانی در ایران قابل اعتماد نیستند، و از آنجا که هیچ گونه رسانهٔ همگانی مستقل و آزاد در ایران وجود ندارد، بسیاری از وقایع در ایران، منتشر نمی‌شوند. وقایع و اخباری هم که در رسانه‌های ایران منتشر می‌شوند، بی شک از گزند تحریف، دروغ، اغراق و سانسور حکومتی مصون نمی‌مانند. وقایع تئاتری نیز، مسلماً از این قانون بر کنار نیستند. به همین جهت، این تارنما همچنین می‌تواند مکانی باشد برای انعکاس اخبار فعالیت‌های تئاتری داخل ایران که به هر نحوی، به ویژه بعلت سانسور کور دولتی، دشمنی کارگزاران و مزدوران حکومتی و تهدیدات مأموران و اوباشان رژیم، درایران امکان انتشار نمی‌یابند.